# Duisi
Duisi – wieś w Gruzji, w regionie Kachetia, w gminie Achmeta. W 2014 roku liczyła 2354 mieszkańców.